# Konstantynów (obwód witebski)
Konstantynów (biał. Канстанцінава, Kanstancinawa; ros. Константиново, Konstantinowo) – wieś na Białorusi, w obwodzie witebskim, w rejonie głębockim, nad rzeką Marchwą, 12 km na zachód od Głębokiego. Wchodzi w skład sielsowietu Koroby. Przez wieś biegnie droga R110.
W miejscowości znajduje się przystanek kolejowy Konstantynów Dwór.

## Historia
Historia wsi zaczyna się w XVII w. Pierwotnie majątek i pobliska wieś Nowosiółki miały nazywać się Baryły. Po pożarze w 1812 roku zostały odbudowane i otrzymały obecne nazwy. W 1768 roku Janina Okuszko ufundowała drewniany kościółek Najświętszej Trójcy. 1 października 1769 roku został poświęcony przez biskupa Feliksa Towiańskiego. Od 1799 roku był to kościół filialny parafii w Udziale. W końcu XVIII wieku miejscowość miała status wsi szlacheckiej i położona była w powiecie oszmiańskim, w województwie wileńskim.
W latach 1921–1945 kolonia leżała w Polsce, w województwie wileńskim, w powiecie dziśnieńskim, w gminie Wierzchnie, od 1929 roku w gminie Głębokie.
Powszechny Spis Ludności z 1921 roku nie podał danych dotyczących miejscowości. W 1931 w 7 domach zamieszkiwało 46 osób.
Po agresji ZSRR na Polskę w 1939 roku wieś znalazła się pod okupacją sowiecką, w granicach BSRR. W latach 1941–1944 była pod okupacją niemiecką. Następnie leżała w BSRR. Od 1991 roku w Republice Białorusi.
2 lipca 1962 roku z fikcyjnej przyczyny, braku materiału na budowany dom kultury w Duniłowiczach, zburzono kościół w Konstantynowie. Częściowo zachowała się stara dzwonnica. W latach 1993–95 wybudowano nowy, murowany kościół.

## Dwór Okuszków
We wsi znajduje się dwór wzniesiony w latach 30. XIX wieku przez Okuszków. Budynek jest zrujnowany. Obok stoi świren. Przy dworze znajdował się piękny ogród i dwa stawy hodowlane. W jednym z nich hodowano drapieżne ryby. Według Piotra Rałowicza, miejscowego krajoznawcy, dno stawów wyłożone było deskami by zapobiec zaglonieniu.

## Parafia rzymskokatolicka
Mieszkańcy wyznania rzymskokatolickiego podlegają od 1917 roku parafii Świętego Jozafata Kuncewicza w Konstantynowie. Obecny kościół parafialny wzniesiony został w latach 1993-95.